# Groeningemuseum
El Museu Groeninge (Groeningemuseum en neerlandès) és un museu de pintura ubicat a Bruges (Flandes) que conserva una important col·lecció d'obres de primitius flamencs. La fundació de la col·lecció data de la creació de l'Acadèmia municipal de Belles Arts, al començament del segle xviii. Construït el 1929-1930 segons un projecte de Jozef Viérin (1872-1949), ampliat el 1994, la galeria va tornar objecte d'una important renovació entre 2002 i 2003.
La secció dels mestres antics, amb els primitius flamencs del segle xv i els manieristes del Plantilla:Segle XVI, constitueix el cor de la col·lecció. El museu conserva igualment obres contemporànies rellevants de l'expressionisme i el surrealisme belga.

## Història
Durant l'ocupació francesa dels Països Baixos austríacs de 1795 a1815, diversos monestirs i edificis públics van ser saquejats pels francesos, que es van robar moltes obres d'art i transportar-les cap a París.
Posteriorment, el 1816 part d'aquestes obres van ser restituïdes i provisionalment emmagatzemades a l'antiga abadia Duinenabdij al marge del canal Potterierei de Bruges, fons que seria l'origen del Musée de l'Ecole Centrale del departament del Lys. Es tractava d'un fons d'unes cinc-centes obres confiscades, que serien la base del fons del Groeningemuseum. A finals del segle xix l'Acadèmia local va ampliar la col·lecció gràcies al consistori de la ciutat, i va esdevenir oficialment el primer Museu Municipal de Pintura i futur Museu de Belles Arts. Com que l'escola no era el lloc més adequat per conservar obres de tant valor, es va considerar fer un nou edifici, dissenyat per Jozef Viérin. Però no seria sinó fins a 1930 que el Museu Groeninge es va inaugurar en la seva ubicació actual.

## Obres destacades

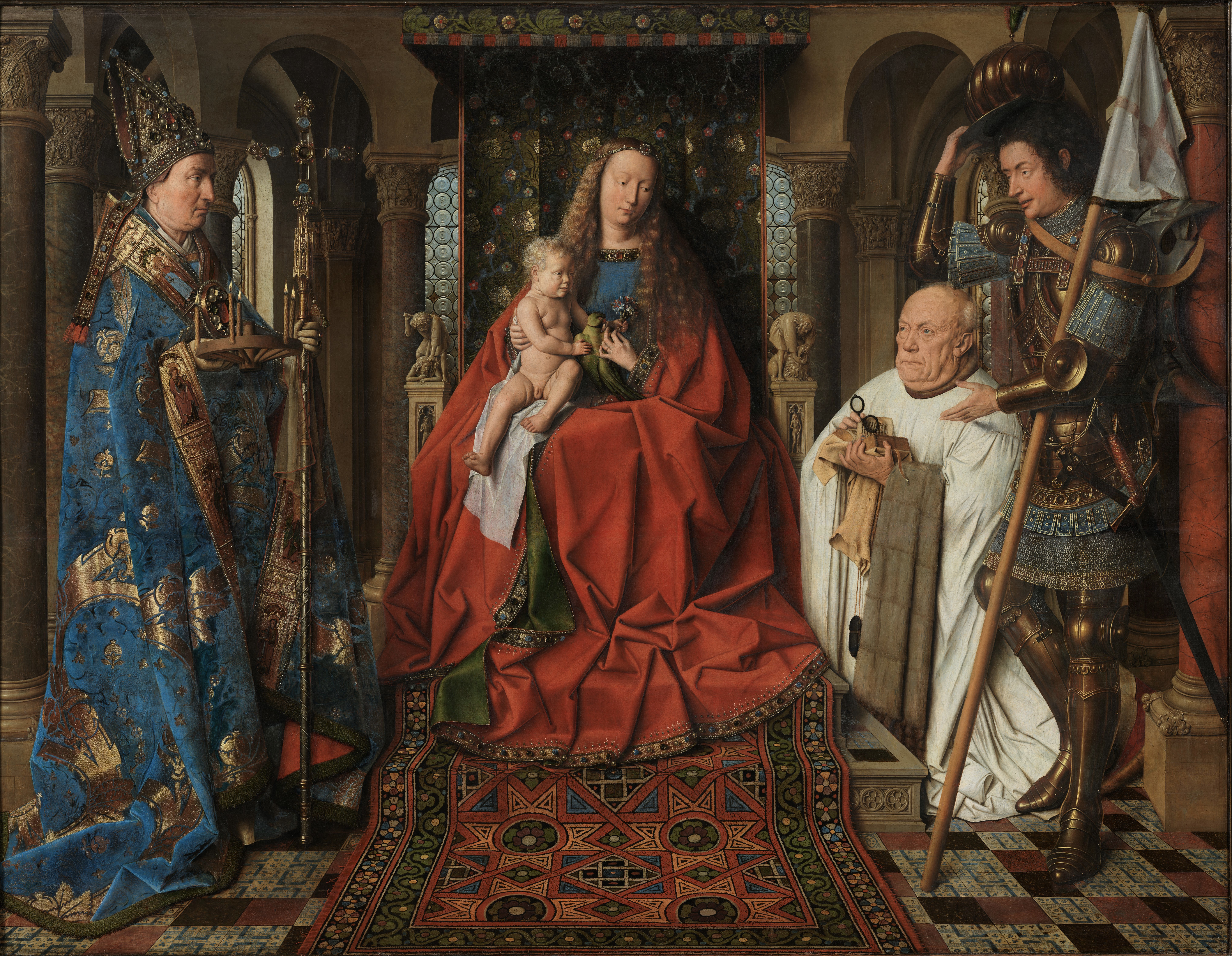
La Mare de Déu del canonge Van der Paele de Jan van Eyck.

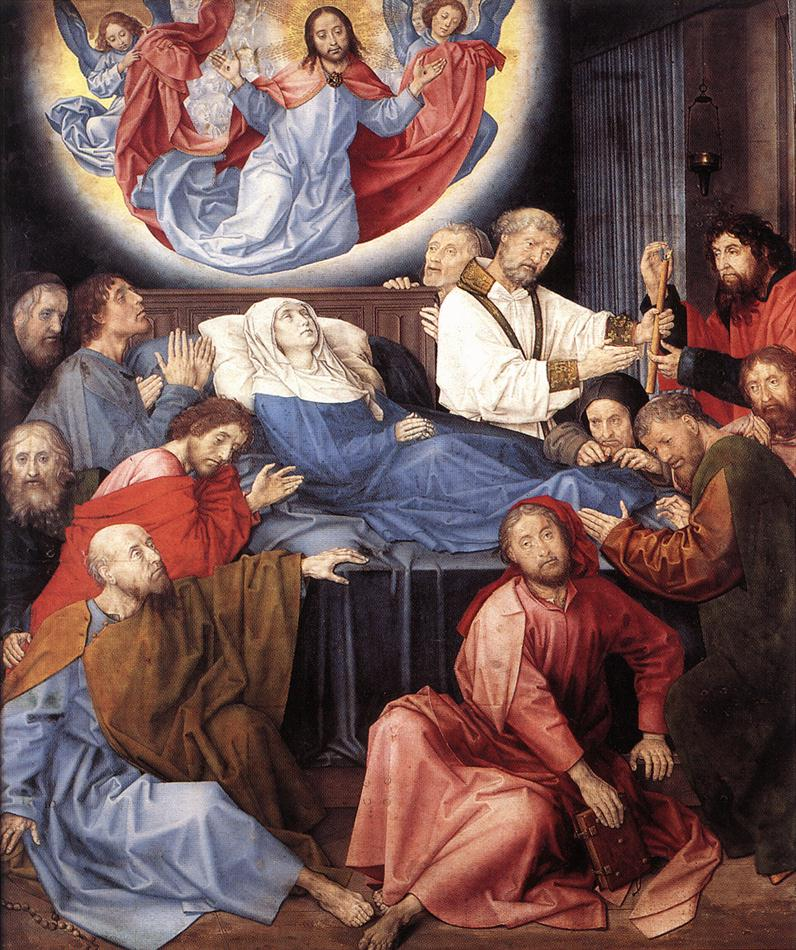
La Mort de la Verge d'Hugo van der Goes.

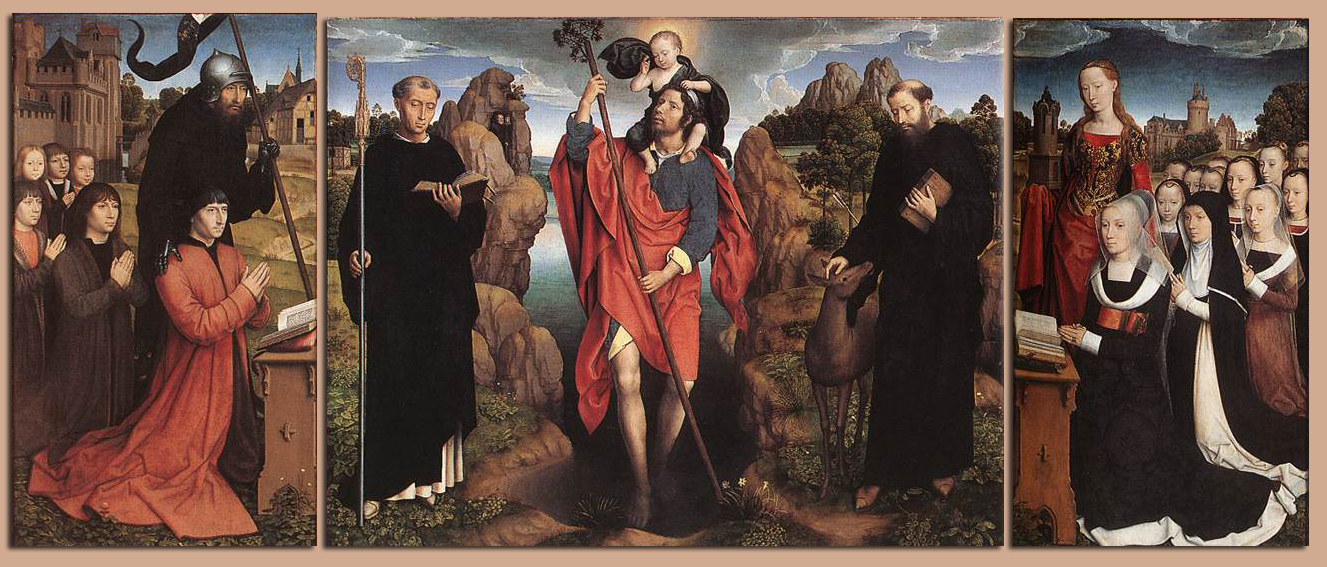
Tríptic Moreelde Hans Memling.

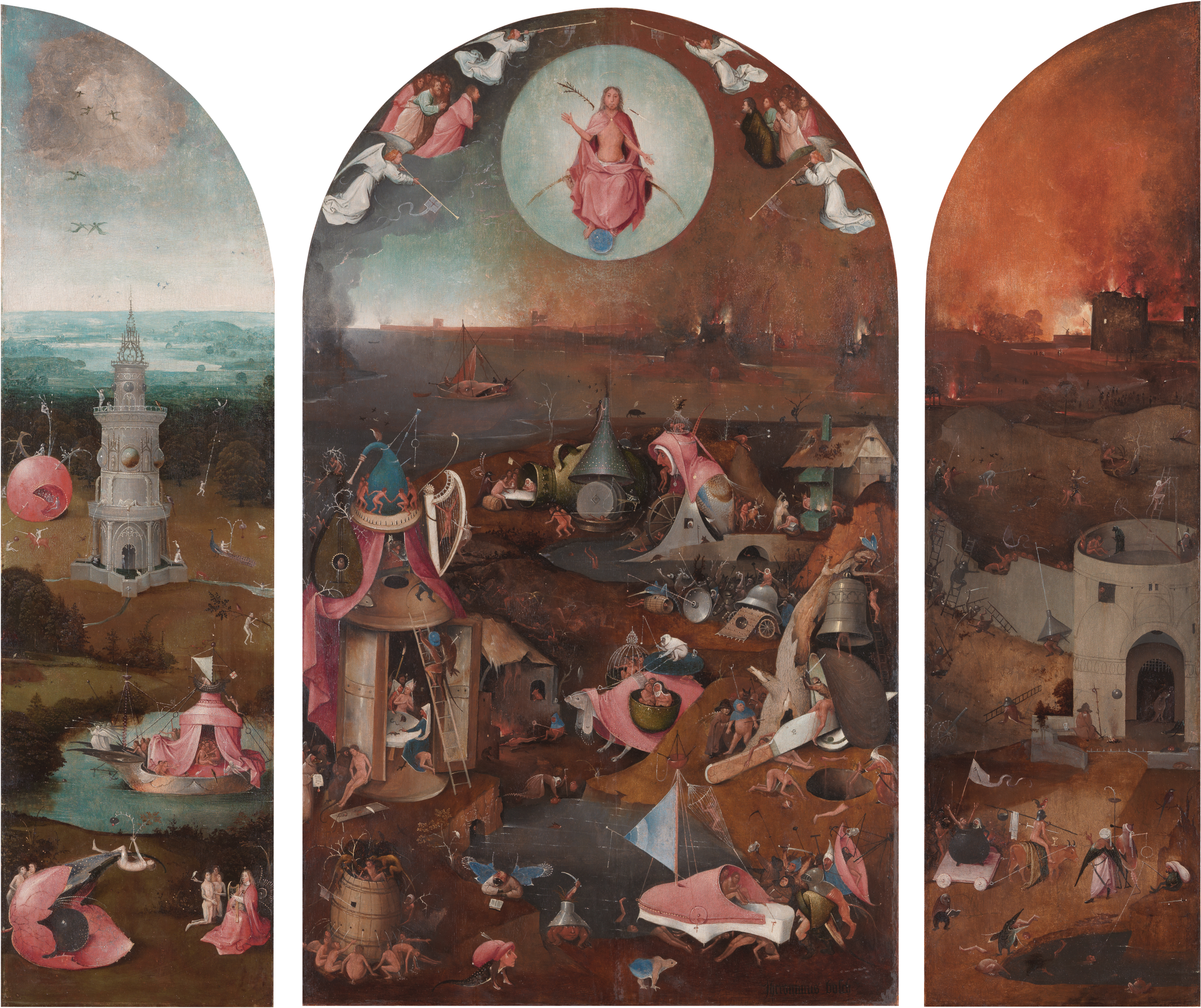
Tríptic del judici final de Hieronymus Bosch.

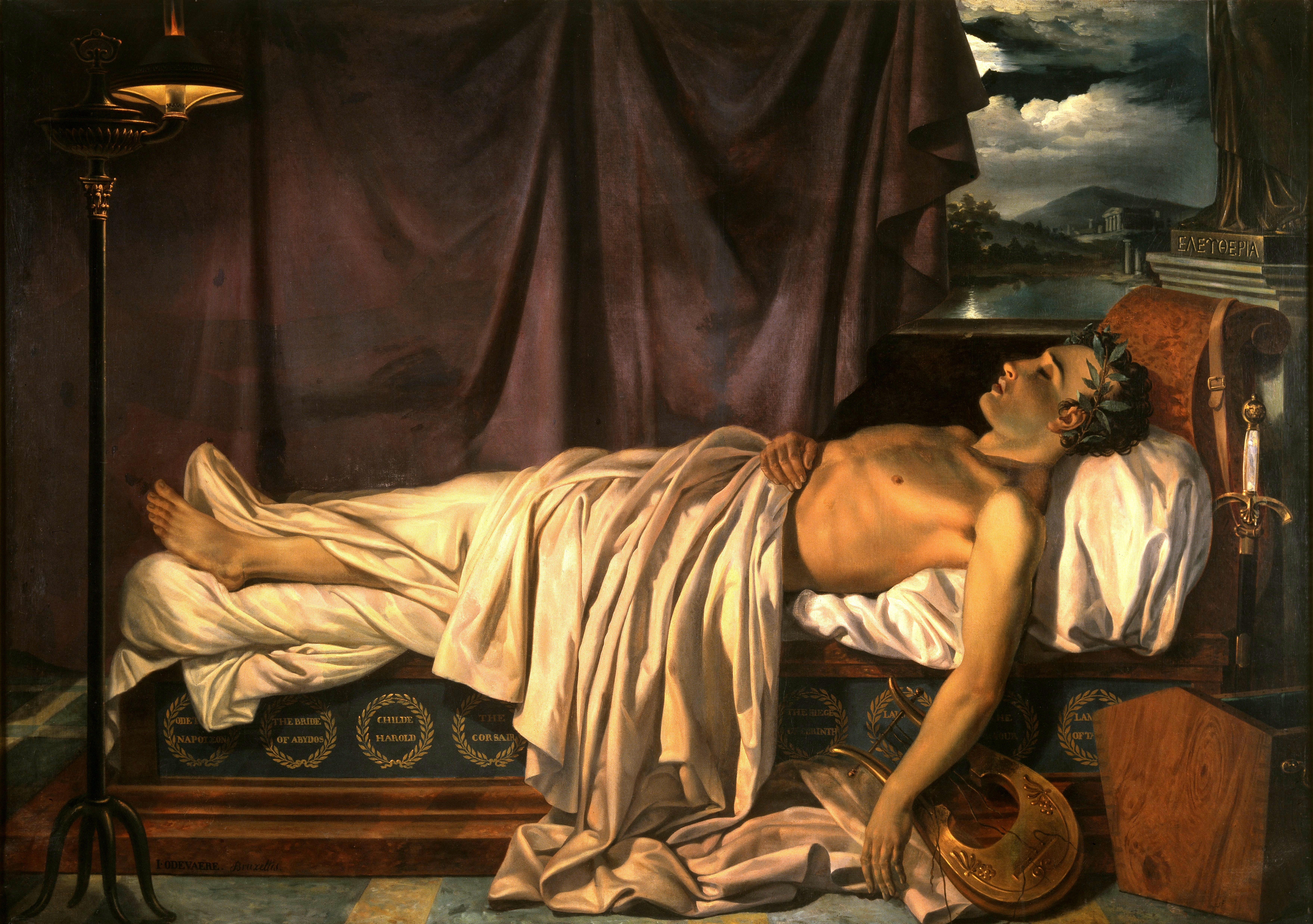
Lord Byron sobre el seu llit de mort de Joseph Denis Odevaere

### Primitius flamencs
- Gerard David,

Díptic del Judici de Cambyse, (1498), oli sobre taula, 183,5 × 318,5 cm, Sala dels regidors de l'ajuntament de Bruges;
Tríptic del bateig de Crist, començament del segle xvi, oli sobre taula, prové de la capella de Sant Basili de Bruges
- Hans Memling, Tríptic de Moreel, (1484), oli sobre taula, 121,1 × 153,4 cm (plafó central), 120,7 × 69 cm i 121 x 68,6 cm. 'ales, retaule provenint de l'església de Sant Jaume, Bruges;

- Hieronymus Bosch Tríptic del judici final;

- Jan van Eyck,

La Mare de Déu del canonge Van der Paele, (1436), oli sobre taula, 133 × 107 cm, prové de l'antiga catedral de Sant Donaciá, enderrocada durant la revolució francesa;
Retrat de Margareta van Eyck, oli sobre taula, 32,6 × 25,8 cm;
- Hugo van der Goes, La Mort de la Verge, (v.1481), oli sobre taula, 147,8 × 122,5 cm;
- Mestre de la llegenda de Santa Úrsula Llegenda de santa Úrsula.
- Petrus Christus Isabelle de Portugal i santa Elisabeth, (v.1457-1460), oli sobre taula, 59 × 33 cm.

### Renaixement
- Jan Provoost,

Crucifixió, (v. 1500), oli sobre taula, 117 × 172,5 cm;
El Judici últim, (1525), oli sobre taula, 145 × 169 cm, prové de l'ajuntament de Bruges
- Lancelot Blondeel Sant Lluc pintant la Verge, (1545), oli sobre tela, 144,5 × 103 cm;
- Adrien Ysenbrandt Retrat de Paulus de Nigro, (1518), oli sobre taula, 34,5 × 27,5 cm;
- Ambrosius Benson

Maria Magdalena, oli sobre taula, 69,5 × 55,5 cm;
El descans durant la fugida a Egipte, oli sobre taula, 103 × 65 cm;
- Pieter Pourbus El Judici final, (1551), oli sobre taula, 228,5 × 181 cm, prové del Palau del Franconat de Bruges;
- Antoon Claeissens Mart, envoltat d'Arts liberals, triomfant sobre la Ignorància, (1605), oli sobre tela, 197,5 × 279 cm;
- Jan Sanders van Hemessen ;
- Cornelis van Cleve ;
- Adriaan Key Retrat d'un home (1580), oli sobre taula, 79 × 61,5 cm;

### Seglexvii
- Jacob van Oost el Vell,

Retrat d'una família de Bruges, 1645), oli sobre tela, 150,5 × 255,5 cm;
Retrat d'un teòleg i del seu secretari (1668), oli sobre tela, 116 × 222 cm;
- Nicolaas Maes Retrat de quatre nens, (1657), oli sobre tela, 150 × 112 cm;

### Seglexviii
- Jan Antoon Garemijn,

El Berenar, (1778), oli sobre tela, 59 × 93,5 cm;
La Plaça del Pandreitje a Bruges, (1778), oli sobre tela, 79,5 × 108,5 cm;

### Neoclassicisme
- Joseph-Benoît Suvée Retrat de Jean Rameau (v. 1793);
- Jozef Frans Ducq ;
- Frans Josef Kinsoen La Mort de l'esposa de Belisari, (v.1817), oli sobre tela, 258 × 217 cm;
- Joseph Denis Odevaere Retrat de François Wynckelman, François van der Donckt i Joseph Odevaere, (1805);

Lord Byron sobre el seu llit de mort (1826);
Retrat d'home amb la seva noia i el seu gos (1814);
- Albert Grégorius Retrat del comte Charles Antoine Chasset, 1813.

### Romanticisme
- Edmond van Hove,

### Expressionisme belga
- George Minne Tres Dones Santes prop de la tomba, (1896), bronze, 59,4 cm;
- Albert Servaes ;
- Gustave van de Woestijne, L'Últim Sopar, (1927), oli sobre tela, 395 × 300 cm;
- Constant Permeke; El Menjador de farinetes, (1922), oli sobre tela, 153 × 170 cm;
- Gustave de Smet

l'Àpat, (1931), oli sobre tela, 135 × 120 cm;
El Gran tir forà, (1923), oli sobre tela, 134 × 155 cm;
- Frits van den Berghe, Els Amants al poble, (1925), oli sobre tela, 96,5 x 120 cm;

### Surrealisme
- René Magritte, L'Atemptat, (1932), oli sobre tela, 70 × 100 cm.
- Paul Delvaux

Serenitat, (1970), plafó, 122 × 152 cm, pintat especialment per al museu.
Le Lever, (1930), oli sobre tela, 121,5 × 160 cm.